# 町田啓太
町田 啓太（まちだ けいた、1990年〈平成2年〉7月4日 - ）は、日本の俳優。劇団EXILEのメンバー。
群馬県吾妻郡東吾妻町出身。LDH JAPAN所属。妻は女優の玄理。

## 略歴
子どものころから乗り物に興味を持ちパイロットに憧れていた。中学校卒業後、日本航空第二高等学校に進学。高校からダンスを始めダンス部ではキャプテンを務めた。視力の弱さからパイロットへの道を断念し、2年生のコース選択時に航空機の構造などを学ぶメカニックコースに進む。その後、体育の教員免許を取得してダンスを指導したいと考え、日本体育大学へ進学。大学にてダンスサークル「Cypher Heads Fam」の一員として活動中、プロダンサーに声をかけられ、EXPG東京校に特待生として通いダンスや演技のレッスンを受ける。
2010年8月より行われた「第3回劇団EXILEオーディション」にておよそ2000人の中から合格。同年12月、舞台『ろくでなしBLUES』で俳優としての活動を開始。しかし公演中に左足アキレス腱断裂により降板し数か月療養した。
2011年7月、ダンス&ボーカルグループGENERATIONSの候補メンバーに選出され、劇団EXILEを脱退。同年9月、右足ふくらはぎを痛め数週間療養した。その後、GENERATIONSでの活動はなく、俳優業に専念すべく、2012年2月に同グループの候補メンバーから外れ、劇団EXILEへ再加入する。
2025年8月5日、韓国の芸能事務所HBエンターテインメントと、韓国での活動における専属契約を締結。

## 人物
小学校から中学まで剣道を経験し二段を取得した。中学時代は野球部に所属。
航空特殊無線技士、陸上特殊無線技士、ガス溶接の資格を保有している。
関口メンディーは大学の同級生。ダンスサークルおよびEXPG東京校に通う時期、GENERATIONSの候補メンバー選出まで同じだった。鈴木伸之は劇団EXILEの同期。下積み時代のおよそ3年間は近所に住み頻繁に会っていた。

### 家族
姉が1人、妹が1人いる。
2022年12月25日、東京都出身で韓国国籍の女優玄理と結婚。映画『終着の場所』での共演を機に、5年の交際期間を経て結婚に至った。

## 出演

### 映画
- 日本赤十字社 献血推進広報映画「ダブルスカイ!」（2012年） - 沖建次  役[23]
- たとえば檸檬（2012年12月15日） - ホスト・HIRO 役
- ダイヤモンド（2013年8月3日） - タケト 役[24]
- スキマスキ（2015年2月7日） - 主演・ヘイサク 役[25]
- 劇場霊（2015年11月21日） - 和泉浩司 役[26]
- ROAD TO HiGH&LOW（2016年） - ノボル 役[27]
  - HiGH&LOW THE MOVIE（2016年7月16日）
  - HiGH&LOW THE RED RAIN（2016年10月8日）
  - HiGH&LOW THE MOVIE 2 / END OF SKY（2017年8月19日）
  - HiGH&LOW THE MOVIE 3 / FINAL MISSION（2017年11月11日）
- こいのわ 婚活クルージング（2017年11月18日） - 北野要士 役[28]
- OVER DRIVE（2018年6月1日） - 増田順平 役[29]
- jam（2018年12月1日） - 西野タケル 役[30]
- 二階堂家物語（2019年1月25日） - 多田洋輔 役[31]
- L♡DK ひとつ屋根の下、「スキ」がふたつ。（2019年3月21日） - 久我山草樹 役[32]
- PRINCE OF LEGEND（2019年3月21日） - 結城理一 役[33]
  - 貴族降臨 -PRINCE OF LEGEND-（2020年3月13日）
- 前田建設ファンタジー営業部（2020年1月31日） - ヤマダ 役[34]
- きみの瞳が問いかけている （2020年10月23日） - 佐久間恭介 役[35]
- チェリまほ THE MOVIE〜30歳まで童貞だと魔法使いになれるらしい〜（2022年4月8日）- 黒沢優一 役[36][37][38]
- 太陽とボレロ（2022年6月3日） - 田ノ浦圭介 役[39][40]
- ミステリと言う勿れ（2023年9月15日） - 狩集理紀之助 役[41][42]

短編映画
- NTTドコモ「先輩、キスしていいですか」（2014年） - 主演・翔太 役[43]
- CINEMA FIGHTERS「終着の場所」（2018年） - 主演・北川俊介 役[44]

配信映画
- 10DANCE（2025年12月配信予定、Netflix） - 主演・杉木信也 役 （竹内涼真とW主演）[45][46]

### テレビドラマ
- ろくでなしBLUES 第8話（2011年8月24日、日本テレビ） - 渡久地誠二 役
- GTO 第1話（2012年7月3日、関西テレビ） - 明修学苑の元生徒 役
- シュガーレス（2012年10月3日 - 12月26日、日本テレビ） - 卜部治 役
- ムッシュ!（2013年4月17日 - 6月19日、CBC） - 馬場雅弥 役
- 仮面ティーチャー（2013年7月7日 - 9月29日、日本テレビ） - 犬神一郎 役
- 戦力外捜査官 第9話（2014年3月8日、日本テレビ）
- 連続テレビ小説 花子とアン 第12週 - 第18週（2014年6月 - 9月、NHK総合） - 村岡郁弥 役[2]
- ペテロの葬列（2014年7月7日 - 9月15日、TBS） - 田中雄介 役
- ほんとにあった怖い話 15周年スペシャル「闇への視覚」（2014年8月16日、フジテレビ） ‐ 長島透 役
- 流星ワゴン（2015年1月18日 - 3月22日、TBS） - 古閑 役
- 天使のナイフ（2015年2月 - 3月、WOWOW） - 長岡刑事 役[47]
- 美女と男子（2015年4月14日 - 8月25日、NHK総合） - 向坂遼 役[48]
- HiGH&LOW〜THE STORY OF S.W.O.R.D.〜（2015年10月 - 12月、日本テレビ） - ノボル 役[49]
  - HiGH&LOW Season2（2016年4月 - 6月）
- ガッタン ガッタン それでもゴー（2015年10月28日、NHK BSプレミアム） - 森田信一 役[50]
- スミカスミレ 45歳若返った女（2016年2月5日 - 3月25日、テレビ朝日） - 真白勇征 役[51][52]
- 感情8号線 第3話「千歳船橋 亜実」（2017年1月29日、フジテレビTWO） - 川島 役[53]
- 人は見た目が100パーセント（2017年4月13日 - 6月15日、フジテレビ） - 丸尾拓馬 役[54]
- 定年女子（2017年7月9日 - 8月27日、NHK BSプレミアム） - 溝口洋介 役[55]
- 女子的生活（2018年1月5日 - 27日、NHK総合） - 後藤忠臣 役[56]
- 大河ドラマ（NHK総合）
  - 西郷どん 第21話 - 第28話、第31話 - 第34話（2018年） - 小松帯刀 役[57]
  - 青天を衝け（2021年） - 土方歳三 役[58][59]
  - 光る君へ（2024年） - 藤原公任 役[60][61]
- ラストチャンス 再生請負人（2018年7月16日 - 9月3日、テレビ東京） - 杉山誠三 役[62]
- PRINCE OF LEGEND（2018年10月3日 - 12月5日、日本テレビ） - 結城理一 役
- 中学聖日記（2018年10月9日 - 12月18日、TBS） - 川合勝太郎 役[63]
- 盗まれた顔 〜ミアタリ捜査班〜（2019年1月5日 - 2月2日、WOWOW） - 谷遼平 役[64]
- プリンセス美智子さま物語 知られざる愛と苦悩の軌跡（2019年4月30日、フジテレビ） - 後藤成治 役[65]
- 螢草 菜々の剣（2019年7月26日 - 9月6日、NHK BSプレミアム） - 風早市之進 役[66]
- パラレル東京（2019年12月2日 - 5日、NHK総合） - 斎藤光一 役
- ウレロ☆未開拓少女 第1話（2019年12月3日、テレビ東京）
- 女子高生の無駄づかい（2020年1月24日 - 3月6日、テレビ朝日） - ワセダ（佐渡正敬） 役[67]
- ギルティ〜この恋は罪ですか?〜（2020年4月2日 - 8月6日、読売テレビ・日本テレビ） - 秋山慶一 役[68]
- Akiko's Piano 被爆したピアノが奏でる和音（2020年8月15日、NHK BSプレミアム・BS4K） - 竹内茂 役[69]
- 30歳まで童貞だと魔法使いになれるらしい（2020年10月8日 - 12月24日、テレビ東京） - 黒沢優一 役[70][71]
- 西荻窪 三ツ星洋酒堂（2021年2月12日 - 3月19日、MBS） - 主演・雨宮涼一朗 役[72][73]
- 嘘から始まる恋（2021年6月27日、日本テレビ） - 鴨下淳之介 役[74][75]
- SUPER RICH（2021年10月14日 - 12月23日、フジテレビ） - 宮村空 役[76][77]
- ダメな男じゃダメですか?（2022年2月3日 - 3月31日、テレビ東京） - 主演・田町権太 役[78][79]
- テッパチ!（2022年7月6日 - 9月14日、フジテレビ） - 主演・国生宙 役[80][81][82]
- いちげき（2023年1月3日、NHK総合・NHK BS4K） - 市造 役[83][84][85]
- unknown（2023年4月18日 - 6月13日、テレビ朝日） - 加賀美圭介 役[86][87]
- ドラフトキング 第3話・第4話（2023年4月22日・29日、WOWOW） - 阿比留一成 役[88][89]
- フィクサー（2023年4月23日 - 5月21日、WOWOW） - 渡辺達哉 役[90][91][92]
  - フィクサー Season2（2023年7月9日 - 8月6日、WOWOW）[93][94]
  - フィクサー Season3（2023年10月8日 - 11月5日、WOWOW）
- THE MYSTERY DAY〜有名人連続失踪事件の謎を追え〜（2023年10月7日、日本テレビ） - 奥野昇平 役[95]
- 下剋上球児 第5話（2023年11月12日、TBS） - 塩尻 役[96]
- 失踪人捜索班 消えた真実（2025年4月11日 - 6月6日、テレビ東京） - 主演・城崎達彦 役[97][98]

### 配信ドラマ
- 君と僕との約束 第3話（2012年4月 - 5月、BeeTV）
- 恋愛は必然である 〜ドラマで分かる! 新感覚恋愛法則〜 第6話（2014年1月 - 3月、dビデオ・BeeTV） - 雪村 樹 役
- Love or Not（2017年3月 - 5月[99]、dTV・FOD） - 佐野亘 役[100]
  - Love or Not 2（2018年10月 - 11月）[101]
- 今際の国のアリス（2020年12月、Netflix） - 苅部大吉 役[102]
  - 今際の国のアリス シーズン2（2022年12月）[103]
- 嘘つき達のホンネ編（2021年6月、Hulu） - 鴨下淳之介 役[104]
- JAM -the drama-（2021年8月 - 10月、ABEMA） - タケル 役[105]
- 幽☆遊☆白書（2023年12月、Netflix） - コエンマ 役[106]
- グラスハート（2025年7月、Netflix） - 高岡尚 役[107][108]

### 舞台
- 劇団EXILE 華組×風組合同公演「ろくでなしBLUES」（2010年12月） - 沢村米示 役
- Peach Boy's（2012年3月） - 主演・犬飼健二 役[109]
- BS-TBS 五月ステージ「朗読劇 放送禁止。」（2012年5月17日）
- BS-TBS 五月ステージ「赤坂ダンスダンスダンス」（2012年5月19日）
- 方南ぐみ×劇団EXILE「あたっくNo.1」（2012年8月 - 9月） - 古瀬中尉 役
- 劇団EXILE公演「SADAKO -誕生悲話-」（2013年5月） - 主演・遠山博 役[110]
- 劇団EXILE公演「あたっくNo.1」（2013年8月 - 9月） - 古瀬中尉 役
- ムッシュ!（2013年10月 - 11月） - 馬場雅弥 役
- 劇団EXILE あたっくNo.1スピンオフ朗読劇「眉毛一族の陰謀」（2014年4月20日）
- 方南ぐみ企画公演朗読劇「逢いたくて…」（2016年5月15日・10月8日）[111]
- 勇者のために鐘は鳴る（2020年1月 - 2月） - ナイト 役[112]
- BOOK ACT「芸人交換日記」（2020年2月）[113]
- 劇団EXILE公演「JAM -ザ・リサイタル-」（2021年10月 - 2022年1月）

### テレビ番組
- 発掘!お宝ガレリア（2016年、NHK総合） - キュレーター[114]
- 漫画家イエナガの複雑社会を超定義（2021年7月19日・10月26日、2022年4月8日 - 、NHK総合） - 主演・家長カズヒロ 役[115][116][117][118]
- 僕を主人公にした漫画を描いてください!それをさらにドラマ化もしちゃいます!!（2022年1月6日 - 1月27日、テレビ東京） - 審査委員長[119][120]
- こころの時代「100年のアトリエ 画家・野見山暁治」（2020年12月27日、NHK Eテレ）- 朗読 [121]

### 配信番組
- UNSTOPPABLE （2023年、Amazon Music）- ナレーター[122]

### ラジオドラマ
- SOUNDS OF STORY〜ASADA JIRO LIBRARY〜　「迷惑な死体」（2015年1月24日、J-WAVE） - 加藤良次 役[123]
- FMシアター「新宿の猫」（2019年8月24日、NHK-FM） - 山崎晴太 役[124][125]

### アニメ
- 『HiGH&LOW g-sword』アニメーションDVD付き特装版 フラッシュアニメ（2017年） - ノボル 役[126]
- おじゃる丸（2024年10月19日） -  藤原公任 役 [127]

### ゲーム
- PRINCE OF LEGEND LOVE ROYALE（2019年3月5日 - 2022年6月30日、iOS / Android） - 結城理一 役[128]

### CM
- 日清「カップヌードル」（2018年）[129]
- ABC-MART「adidas SOLAR DRIVE アディダス ソーラードライブ」（2018年）[130]
- 東京海上日動火災保険（2019年）[131]
- 洋服の青山（2019年）[132]
- 日産「キックスePOWER」（2021年）[133]
- 東京ガス（2023年）[134]
- クロレッツ（2025年4月1日 - ）[135][136][137]
- 竹本油脂「マルホン胡麻油」（2025年）[138]

### 広告
- パルコ2021年 春ファッションキャンペーン（2021年）[139][140]
- めちゃコミック×本屋さんキャンペーン（2021年）[141][142]

### ミュージックビデオ
- 三代目J Soul Brothers「FIGHTERS」（2011年）[143]
- DOBERMAN INFINITY 「Do or Die」（2016年）[144]
- PRINCE OF LEGEND / Special MV 「チーム先生」（2018年）[145]
- GENERATIONS from EXILE Tribe「チカラノカギリ」（2022年）[146]

### WEB連載
- WEB Domani「町田啓太が着るEffectiveな服」（2021年9月 - 2023年12月）[147]
- アエラスタイルマガジン「俳優・町田啓太と考える、装う美学。」（2022年12月 - ）[148]
- GQ JAPAN「町田啓太、今日も挑んでみました」（2023年3月 - ）[149]

### その他
- 東京2020オリンピック聖火リレー 群馬県聖火ランナー（2021年）[150]
- 生誕260年記念企画 特別展「北斎づくし」アンバサダー（2021年）[151]
- トッズ トッズ フレンズ（2022年）[152] [153]
- アベンヌ アンバサダー（2022年）[154][155]
- アヴェダ ジャパンアンバサダー（2022年）[156][157]
- デューン 砂の惑星PART2 宣伝アンバサダー（2024年）[158]

## イベント
- KEITA MACHIDA FAN MEETING 2024 in JAPAN（2024年11月9日）[159]
- KEITA MACHIDA FAN MEETING 2024 in TAIPEI（2024年11月23日、Legacy Max）[160]

## 作品

### 写真集
- 『HiGH＆LOW THE PHOTOGRAPHY』NOBORU（ノボル）／町田啓太（2017年8月4日）[161]
- BASIC（2019年11月20日、光文社）ISBN 978-4334902452 [162][163][164][165]
- デジタル写真集「BASIC Another Edition」（2020年1月31日、光文社）[166]

## 受賞歴
- 2020年度
  - 第106回ザテレビジョンドラマアカデミー賞 助演男優賞（『30歳まで童貞だと魔法使いになれるらしい』）[167]
  - 第30回TV LIFE年間ドラマ大賞 助演男優賞（『30歳まで童貞だと魔法使いになれるらしい』）[168]
  - 第二屆KKTV2020K劇大賞 最佳男配角 (助演男優賞)（『30歳まで童貞だと魔法使いになれるらしい』）[169]
- 2021年度
  - 第31回TV LIFE年間ドラマ大賞 助演男優賞（『SUPER RICH』）[168]
- 2022年度
  - GQ MEN OF THE YEAR 2022 メン・オブ・ザ・イヤー・ブレイクスルー・アクター賞[170][171][172]
- 2024年度
  - KIMONOIST 2024[173]